# Wilhelm Neumann (Gewerkschafter)
Wilhelm („Willi“) Neumann (* 6. Januar 1891 in Groß-Salze; † 17. April 1963) war ein deutscher Gewerkschafter (FDGB). Er war von 1946 bis 1955 Vorsitzender eines Betriebsrates bei der Deutschen Reichsbahn und von 1954 bis 1963  Abgeordneter der  Volkskammer der DDR.

## Leben
Neumann, Sohn  einer Fabrikarbeiterfamilie, besuchte die Volksschule in Groß-Salze und Förderstedt und war dann bis 1913 als Arbeiter in Schönebeck (Elbe) und Hamburg tätig. Von 1907 bis 1918 gehörte er dem Deutschen Transportarbeiterverband an. Von 1913 bis 1914 leistete er Militärdienst und von 1914 bis 1918 Kriegsdienst während des Ersten Weltkriegs. 1918 war er an revolutionären Aktionen in Hannover beteiligt. Anschließend begann er eine Tätigkeit bei der Deutschen Reichsbahn. Von 1918 bis 1945 war er Mitglied im Deutschen Eisenbahnerverband und von 1920 bis 1933 Betriebsvertrauensmann im Reichsbahnausbesserungswerk Salbke.
Nach dem Zweiten Weltkrieg wurde er Angestellter der Deutschen Reichsbahn bei der Güterabfertigung des Hauptbahnhofes Magdeburg. Er wurde 1945 Mitglied des FDGB und der Kommunistischen Partei Deutschlands (KPD). Von 1945 bis 1955 war er Vorsitzender des Betriebsrates, später der Betriebsgewerkschaftsleitung (BGL) des Hauptbahnhofes Magdeburg. Ab 1946 Mitglied der Sozialistischen Einheitspartei Deutschlands (SED), war er von 1948 bis 1950 Mitglied des SED-Kreisvorstandes und Stadtverordneter in Schönebeck. Von Juni bis August 1946 war er kurzzeitig Erster Vorsitzender der Industriegewerkschaft Handel und Transport. 1954 wurde er Mitglied des Bezirksvorstandes Magdeburg der Industriegewerkschaft Eisenbahn.
Im Oktober 1954 und im November 1958 wurde er zum Mitglied der Volkskammer gewählt. Er gehörte der FDGB-Fraktion an und war von 1958 bis 1963 Mitglied des Verfassungsausschusses. 
Neumann starb im Alter von 72 Jahren in den frühen Morgenstunden des 17. April 1963 vor Beginn der 26. Sitzung der Volkskammer.

## Auszeichnungen
- 1950  Aktivist des Zweijahrplanes
- 1951 und 1954 Aktivist des Fünfjahrplanes